# Tradução bacteriana
Tradução bacteriana é o processo pelo qual o ARN mensageiro é traduzido em proteínas em bactéria.

## Iniciação
A iniciação da tradução em bactérias envolve a montagem dos componentes do sistema de tradução, que são: as duas subunidades ribossomais (subunidades 50S e 30S); o mRNA maduro a ser traduzido; o tRNA carregado com N-formilmetionina (o primeiro aminoácido no peptídeo nascente); trifosfato de guanosina (GTP) como fonte de energia, e os três fatores de iniciação procariótica IF1, IF2 e IF3, que ajudou na montagem do complexo de iniciação. Variações no mecanismo podem ser antecipadas.
O ribossomo tem três sítios ativos: o sítio A, o sítio P e o sítio E.  O sítio A é o ponto de entrada para o aminoacil tRNA (exceto para o primeiro aminoacil tRNA, que entra no sítio P).  O sítio P é onde o peptidil tRNA é formado no ribossomo.  E o sítio E o qual é o sítio de saída do tRNA agora sem carga depois que ele doa seu aminoácido para a cadeia crescente de peptídeos.
A seleção de um sítio de iniciação (geralmente um códon AUG) depende da interação entre a subunidade 30S e o molde do mRNA.  A subunidade 30S se liga ao molde de mRNA em uma região rica em purina (a sequência de Shine-Dalgarno) acima do códon de iniciação AUG. A sequência de Shine-Dalgarno é complementar a uma região rica em pirimidinas no componente 16S rRNA da subunidade 30S.  Essa sequência tem sido conservada evolutivamente e desempenha um papel importante no mundo microbiano que conhecemos hoje. Durante a formação do complexo de iniciação, essas sequências de nucleotídeos complementares se pareiam para formar uma estrutura de RNA de fita dupla que liga o mRNA ao ribossomo de tal forma que o códon de iniciação é colocado no sítio P.
Regiões de codificação bem conhecidas que não possuem códons de iniciação AUG são aquelas de lacI (GUG) e lacA (UUG) no operon lac de E. coli.  Dois estudos demonstraram independentemente que 17 ou mais códons de iniciação não AUG podem iniciar a tradução em E. coli.